# Astronomia en l'Antiga Grècia
{L'astronomia en l'antiga Grècia va rebre importants influències d'altres civilitzacions de l'antiguitat, principalment Índia i Babilònia. Durant l'època hel·lenística i l'imperi romà, molts astrònoms van treballar a l'estudi de les tradicions astronòmiques clàssiques, a la Biblioteca d'Alexandria i al Museion.
Un dels primers a realitzar un treball astronòmic va ser el científic Aristarc de Samos (310-230 a. C.) qui va calcular les distàncies que separen la Terra de la Lluna i del Sol, i a més va proposar un model heliocèntric del sistema solar a el que, com el seu nom ho indica, el Sol és el centre de l'univers, i al voltant del qual giren tots els altres astres, incloent-hi la Terra. Aquest model, imperfecte en el seu moment, però que avui sabem s'acosta molt al que avui considerem correcte, no va ser acollit pel fet que xocava amb les observacions quotidianes i la percepció de la Terra com a centre de la creació. Aquest model heliocèntric està descrit a l'obra L'arenari d'Arquímedes (287-212 aC).
El model geocèntric va ser una idea original d'Eudox de Cnidos (390-337 aC) i anys després va rebre el suport decidit d'Aristòtil i la seva escola. Aquest model, però, no explicava alguns fenòmens observats, el més important era el comportament diferent del moviment d'alguns astres quan es comparava aquest amb l'observat per a la majoria de les estrelles. Aquestes semblen sempre moure's totes en conjunt, amb la mateixa rapidesa angular, cosa que fa que, en moure's, mantinguin «fixes» les seves posicions unes respecte de les altres. Per aquesta raó se'ls va conèixer sempre com a «estrelles fixes». No obstant això, certs astres visibles al firmament nocturn, si bé es movien en conjunt amb les estrelles, semblaven fer-ho amb menor velocitat (moviment directe). De fet, s'observa cert retard diari respecte d'aquestes; però, a més, i només en certes ocasions, semblen aturar el retard i invertir el seu moviment respecte de les estrelles «fixes» (moviment retrògrad), per després aturar-se novament, i tornar a reprendre el sentit del moviment, però sempre amb un petit retard diari (moviment directe). A causa d'aquests canvis aparentment irregulars en el seu moviment a través de les estrelles «fixes», a aquests astres se'ls va anomenar estrelles planetes (estrelles errants) per diferenciar-les de les altres.